# Celestino Ocampo Gaona
Celestino Ocampo Gaona (* 19. Mai 1961 in Guazú Cuá, Departamento Ñeembucú, Paraguay) ist ein paraguayischer Geistlicher und römisch-katholischer Bischof von Carapeguá.

## Leben
Celestino Ocampo Gaona empfing am 24. April 1993 das Sakrament der Priesterweihe für das Bistum San Juan Bautista de las Misiones.
Am 16. Juni 2018 ernannte ihn Papst Franziskus zum Bischof von Carapeguá. Der Erzbischof von Asunción, Edmundo Ponziano Valenzuela Mellid SDB, spendete ihm am 5. August desselben Jahres unter freiem Himmel in der Nähe der Kathedrale von Carapeguá die Bischofsweihe. Mitkonsekratoren waren der Bischof von San Juan Bautista de las Misiones, Pedro Collar Noguera, und dessen Amtsvorgänger Mario Melanio Medina Salinas.